# صومعة (مراغة)
صومعة هي قرية في مقاطعة مراغة، إيران. عدد سكان هذه القرية هو 350 في سنة 2006.